# Philip Rosenstiel
Philip Rosenstiel (* 1973) ist ein deutscher Mediziner. Er ist Direktor des Instituts für klinische Molekularbiologie und Professor für selbiges an der Universität Kiel.
Rosenstiel ist vor allem bekannt für seine Arbeit zur Pathophysiologie von chronischen Entzündungskrankheiten, wobei er sich vor allem auf die Entwicklung innovativer Biomarker und neue therapeutische Ansätze fokussiert. Seine Arbeiten wurden in akademischen Fachzeitschriften veröffentlicht, darunter Nature, Nature Genetics, Cell Metabolism und Immunity.

## Leben
Rosenstiel erwarb einen Abschluss in Medizin im Jahr 2001 an der Universität Kiel. Während seines Studiums ging er auch zur Ausbildung an die Tufts-Universität im Rahmen eines Stipendiums des BMEP (Biomedical Sciences Exchange Programs) und der Studienstiftung des deutschen Volkes.
Seine akademische Karriere begann als BMEP Forschungsstipendiat am Jackson Laboratorium von 1997 bis 1998. Nach seiner ärztlichen Ausbildung an der Klinik für Innere Medizin am Universitätsklinikum Schleswig-Holstein war er als postdoktoraler Stipendiat am Max-Planck-Institut für Molekulare Genetik tätig. 2007 wurde er auf eine Professur für Molekulare und Marine Medizin an der Universität Kiel berufen. Seit 2012 ist er Direktor des Instituts für Klinische Molekularbiologie und seit 2016 W3-Professor für Klinische Molekularbiologie an der Universität Kiel.
Rosenstiel ist seit 2017 Mitglied des Lenkungsausschusses des Internationalen Humanen Epigenom-Konsortiums. Er ist Sprecher von Precision Health in Schleswig-Holstein, einem Gremium zur Förderung der klinischen translationalen Forschung in Schleswig-Holstein. Seit 2022 ist er Prodekan für Forschung an der Medizinischen Fakultät in Kiel.

## Forschung
Rosenstiel hat Methoden der System-Immunologie etabliert und nutzte genomische Techniken wie die Einzelzellanalyse um neue Biomarker zu entwickeln und innovative therapeutische Strategien zu erforschen. Er hat an der Pilotphase des 1000-Genome-Projekts partizipiert und beteiligte sich an dem internationalen Krebsgenom-Konsortium (ICGC) zum malignen Lymphom und leitete das große europäische Horizon 2020 Projekt zur Systemmedizin bei chronischen Entzündungen (SYSCID). Er ist Autor von Veröffentlichungen mit einem besonderen Schwerpunkt auf der Pathophysiologie chronischer Entzündungskrankheiten. Bis Ende 2023 hatte er über 450 wissenschaftliche Publikationen mit dem Schwerpunkt chronische Entzündungskrankheiten verfasst. Im Dezember 2023 hatte er einen h-Index von über 113 und seine Artikel wurden über 76908 Mal zitiert.

### Pathophysiologie chronisch entzündlicher Erkrankungen
Rosenstiels Arbeiten über die Mechanismen chronischer Entzündungskrankheiten, insbesondere chronisch entzündlicher Darmerkrankungen (IBD) beim Menschen, untersuchen die Rolle des Darmepithels für das Zusammenspiel zwischen der Mikrobiota und den mukosalen Immunreaktionen. Ein besonderer Schwerpunkt liegt auf der Rolle von Autophagie und ER-Stress als Grundprinzipien der epithelialen Differenzierung und der Funktion der Paneth-Zellen. Er zeigte einen Zusammenhang zwischen der mangelhaften Beseitigung von RNA-Nukleotiden während der Proliferation von Darmepithelzellen, Schleimhautentzündungen und der Entstehung von Darmkrebs. Zusammen mit Josef Penninger und anderen wies er nach, dass ein Mangel an dem Enzym ACE2, das für die Kontrolle des Renin-Angiotensin-Systems verantwortlich ist, das Gleichgewicht der Aminosäure Tryptophan im Darmepithel stört. Dies wiederum führt zu einer beeinträchtigten Produktion antimikrobieller Peptide im Darm, was zu einer erhöhten Anfälligkeit für Darmentzündungen führt. Er hat an frühen klinischen Therapieentwicklungen mitgewirkt, z. B. an der Hemmung des IL-6-Signalweges bei IBD (Olamkicept-Phase-II-Studie) oder an der Übertragung von steril gefiltertem Fäkalmaterial bei C. difficile-Infektionen.

### Molekulare Profilerstellung und Biomarker für Krankheiten
Rosenstiels Arbeit konzentriert sich auch auf die Entwicklung von Biomarkern für chronische Entzündungskrankheiten und Krebs. Hier setzte er vor allem Multi-omics-Techniken ein, z. B. Transcriptomics und Methylomics und Mikrobiomanalysen um Vorhersagen für individuelle Krankheitsverläufe zu entwickeln und Patienten für verschiedene zielgerichtete Therapien zu stratifizieren. Während der COVID-19-Pandemie war er Gründungsmitglied des DeCOI-Konsortiums und leitete Analysen, die Signaturen der Megakaryozyten-Expression als Marker für den tödlichen Krankheitsverlauf identifizierten.

## Publikationen (Auswahl)
- Hampe, J., Franke, A., Rosenstiel, P., Till, A., Teuber, M., Huse, K., ... & Schreiber, S. (2007). A genome-wide association scan of nonsynonymous SNPs identifies a susceptibility variant for Crohn disease in ATG16L1. Nature genetics, 39(2), 207–211.
- Hashimoto, T., Perlot, T., Rehman, A., Trichereau, J., Ishiguro, H., Paolino, M., ... & Penninger, J. M. (2012). ACE2 links amino acid malnutrition to microbial ecology and intestinal inflammation. Nature, 487(7408), 477–481.
- Aden, K., Tran, F., Ito, G. O., Sheibani-Tezerji, R., Lipinski, S., Kuiper, J. W., ... & Rosenstiel, P. (2018). ATG16L1 orchestrates interleukin-22 signaling in the intestinal epithelium via cGAS–STING. Journal of Experimental Medicine, 215(11), 2868–2886.
- Bernardes, J. P., Mishra, N., Tran, F., Bahmer, T., Best, L., Blase, J. I., ... & Rosenstiel, P. (2020). Longitudinal multi-omics analyses identify responses of megakaryocytes, erythroid cells, and plasmablasts as hallmarks of severe COVID-19. Immunity, 53(6), 1296–1314.
- Fazio, A., Bordoni, D., Kuiper, J. W., Weber-Stiehl, S., Stengel, S. T., Arnold, P., ... & Rosenstiel, P. (2022). DNA methyltransferase 3A controls intestinal epithelial barrier function and regeneration in the colon. Nature Communications, 13(1), 6266.